# Pilotes de courses (film, 1972)
Pour l’article homonyme, voir Pilotes de courses.
Pour plus de détails, voir Fiche technique et Distribution.
Pilotes de courses (Гонщики, Gonshchiki) est un film soviétique réalisé par Igor Maslennikov, sorti en 1972,.

## Fiche technique
- Photographie : Vladimir Vassiliev
- Musique : Vladimir Dachkevitch
- Décors : Vladimir Gasilov